# Хенк Снейвлит
Хендрикус Йозефус Франсискус Мари Снейвлит (на нидерландски: Hendricus Josephus Franciscus Marie Sneevliet), наричан кратко Хенк Снейвлит, е нидерландски комунистически политик, сред основоположниците на националистическото движение в днешна Индонезия.

## Биография
Снейвлит е роден в Ротердам през 1883 г. Започва работа в железниците през 1900 г. и става активен член на профсъюзите и на Социалдемократическата работническа партия (СДРП). Поради противоречия с по-умерените социалдемократи и синдикалисти през 1913 т. заминава за Нидерландските Източни Индии (днес Индонезия).
Там става активен деец на борбата срещу нидерландското управление. През 1914 г. е сред основателите на Социалдемократическо движение на Индиите, в което участват както нидерландци, така и индонезийци, и което се превръща във втората по големина комунистическа партия в страната. Радикалните му позиции го подтикват да напусне СДРП през 1916 г. и да се присъедини към Социалдемократическата партия, предшественик на Нидерландската комунистическа партия. През 1918 г. е изгонен от Индонезия и се завръща в Нидерландия.
През 1920 г. Снейвлит участва във Втория конгрес на Коминтерна в Москва. Там се среща с Владимир Ленин, който го изпраща като представител на Коминтерна в Китай, за да подпомогне все още малката Китайска комунистическа партия. Снейвлит не оценява нейните възможности като големи и настоява за сътрудничество с Гоминдана.
През 1927 г. Снейвлит се отделя от Никарландската комунистическа партия и създава Революционна социалистическа партия, която за известно време е близка до троцкизма. През 1940 г., след началото на Втората световна война, Снейвлит разпуска своята партия и малко по-късно създава, заедно с Вилем Долеман и Аб Менист, Маркс-Ленин-Люксембург-фронт – група за съпротива срещу германската окупация.
Като известен комунист, още преди създаването на фронта Снейвлит трябва да се укрива от нацистите. Заловен е и екзекутиран през април 1942 г.